# Coeficient de reflexió

Una ona experimenta una transmissió parcial i una reflexió també parcial quan el medi a través del qual viatja canvia sobtadament. El coeficient de reflexió determina la relació entre l'amplitud de l'ona reflectida i l'amplitud de l'ona incident.

El coeficient de reflexió és utilitzat en física i en enginyeria elèctrica quan es considera la propagació d'una ona en un medi amb mitjans amb discontinuïtats. El coeficient de reflexió descriu l'amplitud (o la intensitat) d'una ona reflectida respecte a l'ona incident. El coeficient de reflexió està estretament relacionat amb el coeficient de transmissió.
Diferents camps de la ciència tenen diferents aplicacions per a aquest terme.

## Telecomunicació
En telecomunicació, el coeficient de reflexió relaciona l'amplitud de l'ona reflectida amb l'amplitud de l'ona incident. Generalment es representa amb una {\displaystyle \Gamma } (gamma majúscula).
El coeficient de reflexió ve donat per:
{\displaystyle \Gamma ={Z_{L}-z_{0} \over Z_{L}+z_{0}}}
on {\displaystyle Z_{L}} és la impedància de càrrega al final de la línia, {\displaystyle z_{0}} és la impedància característica de la línia de transmissió; aquest coeficient de reflexió es pot desplaçar al llarg de la línia cap al generador en multiplicar pel factor d'Euler al quadrat la constant de propagació complexa de la línia per la distància x recorreguda cap al generador (distància que es pren com a negativa per convenció), això fa que es modifiqui tant la seva magnitud com la seva fase, si la línia té pèrdues (atenuació) i només la seva fase si s'assumeix una línia sense pèrdues, ja que cal no oblidar que {\displaystyle \Gamma } (gamma majúscula) és un nombre complex.
El seu valor absolut pot calcular-se a partir del coeficient d'ona estacionària, {\displaystyle S}:
{\displaystyle |\Gamma |={S-1 \over S+1}}
El coeficient de reflexió es pot calcular gràficament utilitzant una carta de Smith.

## Mecànica quàntica
El coeficient de reflexió és la probabilitat que la partícula sigui reflectida per la barrera en un graó de potencial o barrera de potencial està donat per la relació:
{\displaystyle R={A^{*}A \over B^{*}B}}
On A* correspon a la conjugada de l'amplitud de les ones incidents i B* correspon a la conjugada de les ones reflectides.